# 射鵰英雄伝 (漫画)
『射鵰英雄伝』（しゃちょうえいゆうでん）は、中国の作家・金庸の武俠小説『射鵰英雄伝』を原作とし、香港の武俠漫画家李志清が作画を担当した漫画作品。トクマコミックス（徳間書店）より日本語版が全19巻発行されている。
李志清は、原作小説である『射鵰英雄伝』日本語版の挿絵も担当している。

## 既刊一覧
トクマコミックス（徳間書店）。土屋文子・岡崎由美訳
1. 2009年2月発売 ISBN 978-4-19-780433-7
2. 2009年2月発売 ISBN 978-4-19-780434-4
3. 2009年2月発売 ISBN 978-4-19-780435-1
4. 2009年3月発売 ISBN 978-4-19-780436-8
5. 2009年3月発売 ISBN 978-4-19-780437-5
6. 2009年4月発売 ISBN 978-4-19-780438-2
7. 2009年4月発売 ISBN 978-4-19-780439-9
8. 2009年5月発売 ISBN 978-4-19-780444-3
9. 2009年5月発売 ISBN 978-4-19-780445-0
10. 2009年6月発売 ISBN 978-4-19-780448-1
11. 2009年6月発売 ISBN 978-4-19-780449-8
12. 2009年7月発売 ISBN 978-4-19-780453-5
13. 2009年7月発売 ISBN 978-4-19-780454-2
14. 2009年8月発売 ISBN 978-4-19-780457-3
15. 2009年8月発売 ISBN 978-4-19-780458-0
16. 2009年9月発売 ISBN 978-4-19-780461-0
17. 2009年9月発売 ISBN 978-4-19-780462-7
18. 2009年10月発売 ISBN 978-4-19-780464-1
19. 2009年10月発売 ISBN 978-4-19-780465-8